# Портрет Петра Корниловича Сухтелена
«Портрет Петра Корниловича Сухтелена» — картина Джорджа Доу из Военной галереи Зимнего дворца.
Картина представляет собой погрудный портрет инженер-генерала барона Петра Корниловича Сухтелена из состава Военной галереи Зимнего дворца.
К началу Отечественной войны 1812 года инженер-генерал Сухтелен был посланником в Швеции, находился в Або и от имени Российской империи подписал Эребруский мир с Великобританией, положивший начало Шестой антинаполеоновской коалиции; в сентябре за заслуги ему был дарован баронский титул. В Заграничных походах 1813 и 1814 годов возглавлял российскую миссию при Северной армии, участвовал в сражениях при Денневице и Лейпциге, далее командовал отрядами в Голштинии. В январе 1814 года подписал мирный договор с Данией.
Изображён в генеральском вицмундире, введённом для инженерных генералов 7 мая 1817 года, на плечи наброшена шинель. На шее крест ордена Св. Иоанна Иерусалимского; справа на груди крест ордена Св. Георгия 4-го класса, бронзовая дворянская медаль «В память Отечественной войны 1812 года» на Владимирской ленте, звёзды ордена Св. Александра Невского, шведского ордена Серафимов и ордена Св. Владимира 1-й степени, а также шитая звезда ордена Св. Иоанна Иерусалимского. В левом нижнем углу на фоне малозаметная подпись художника и дата: painted Geo Dawe 1820. Подпись на раме: Баронъ П. К. Сухтеленъ, Инженеръ Генералъ.
По окончании Наполеоновских войн Сухтелен вновь находился в Швеции в качестве чрезвычайного посланника; известно, что в конце мая 1820 года он приезжал в Санкт-Петербург, после чего и был написан портрет. 1 сентября того же года его готовый портрет, а также портреты И. О. Витта, А. Ф. Ланжерона и Ф. В. фон дер Остен-Сакена, был показан на выставке Императорской Академии художеств в Таврическом дворце. Готовый портрет был принят в Эрмитаж 7 сентября 1825 года.
В. К. Макаров назвал галерейный портрет Сухтелена в числе лучших работ Доу.
Одновременно с работой для Военной галереи Доу выполнил два других очень близких варианта портрета, оба по заказу самого П. К. Сухтелена. На одном из них Сухтелен изображён без шинели, этот портрет находился в семейном собрании Сухтеленов, после его смерти был выкуплен императором Николаем I вместе со всей коллекцией старинных книг и рукописей, долгое время собираемых П. К. Сухтеленом, и был передан в Императорскую Публичную библиотеку, где хранится в Отделе рукописей РНБ по настоящее время. На другом портрете Сухтелен также изображён в шинели, однако запа́х шинели изменён и на груди отсутствует звезда ордена Св. Александра Невского. Этот портрет Сухтелен увёз в Швецию и ныне он хранится в Королевской академии свободных искусств в Стокгольме. В следующем, 1821 году, в Стокгольме шведским художником Якобом Акселем Гиллбергом с портрета была снята миниатюрная копия на кости (8,1 × 7,6 см, частная коллекция, выставлялась на торги аукционного дома Christie’s в Лондоне 27—28 ноября 2012 года).
В 1823 году Лондоне фирмой Messrs Colnaghi по заказу петербургского книготорговца С. Флорана с галерейного портрета была сделана гравюра Т. Райта с указанием даты 1 мая 1823 года, один из отпечатков которой также имеется в собрании Эрмитажа (бумага, гравюра пунктиром, 41,6 × 33,8 см, инвентарный № ЭРГ-598). Д. А. Ровинский сообщает, что сам П. К. Сухтелен с этой гравюры в 1827 году сделал копию «крепкой водкой» (травлением кислотой по металлу). В 1839 году Т. Райтом был выпущен новый вариант этой гравюры

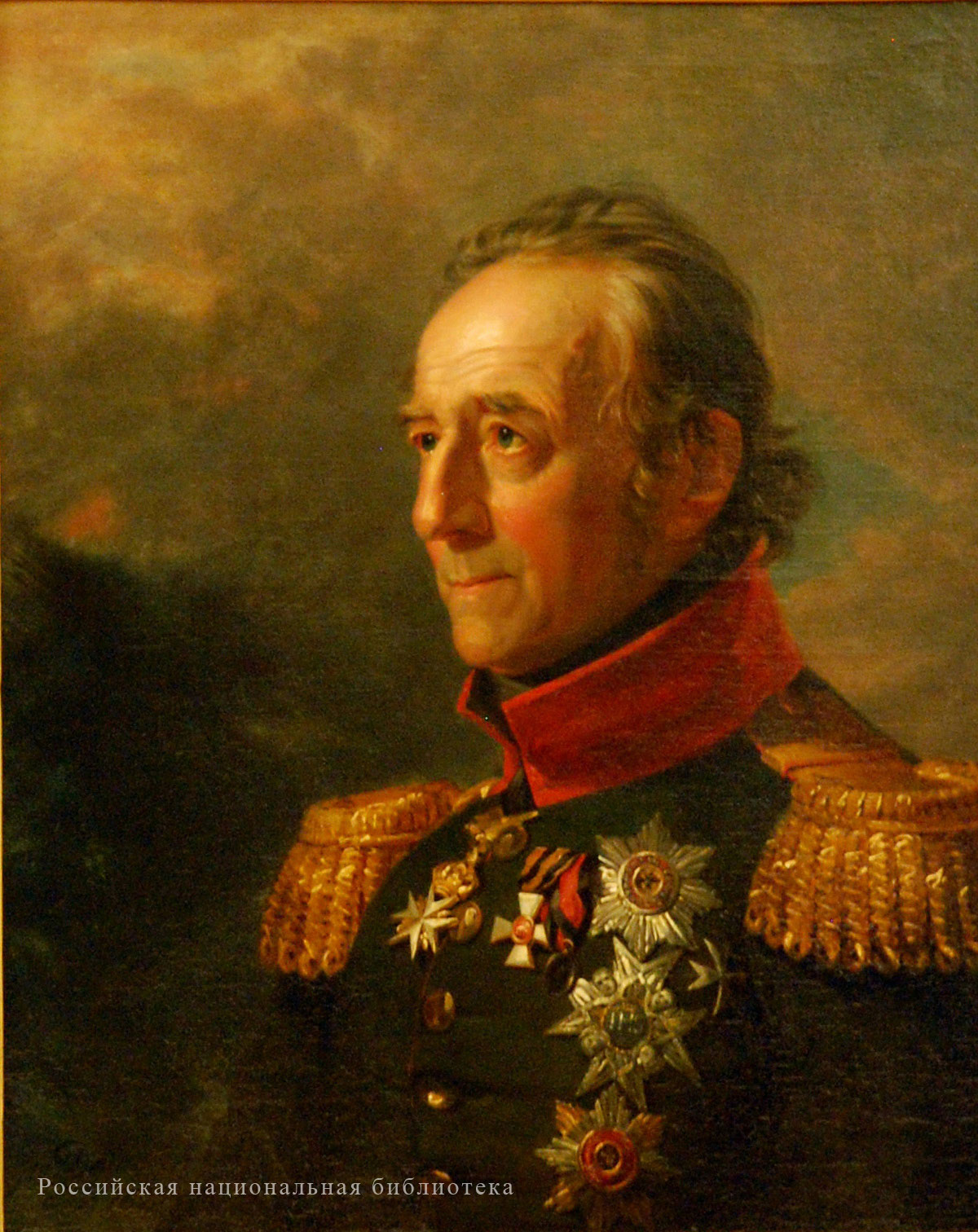
Вариант портрета из Российской национальной библиотеки
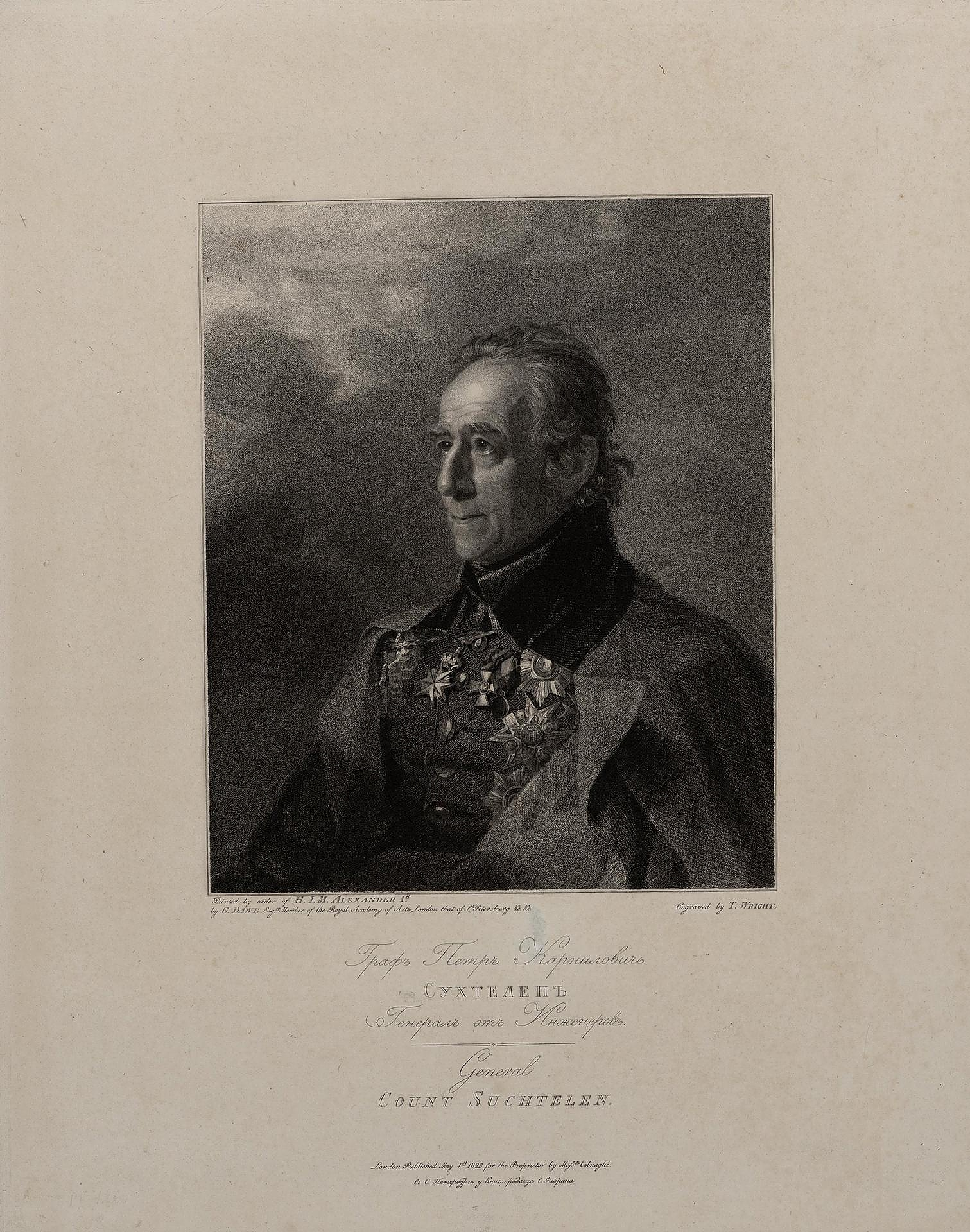
Гравюра Томаса Райта, Эрмитаж
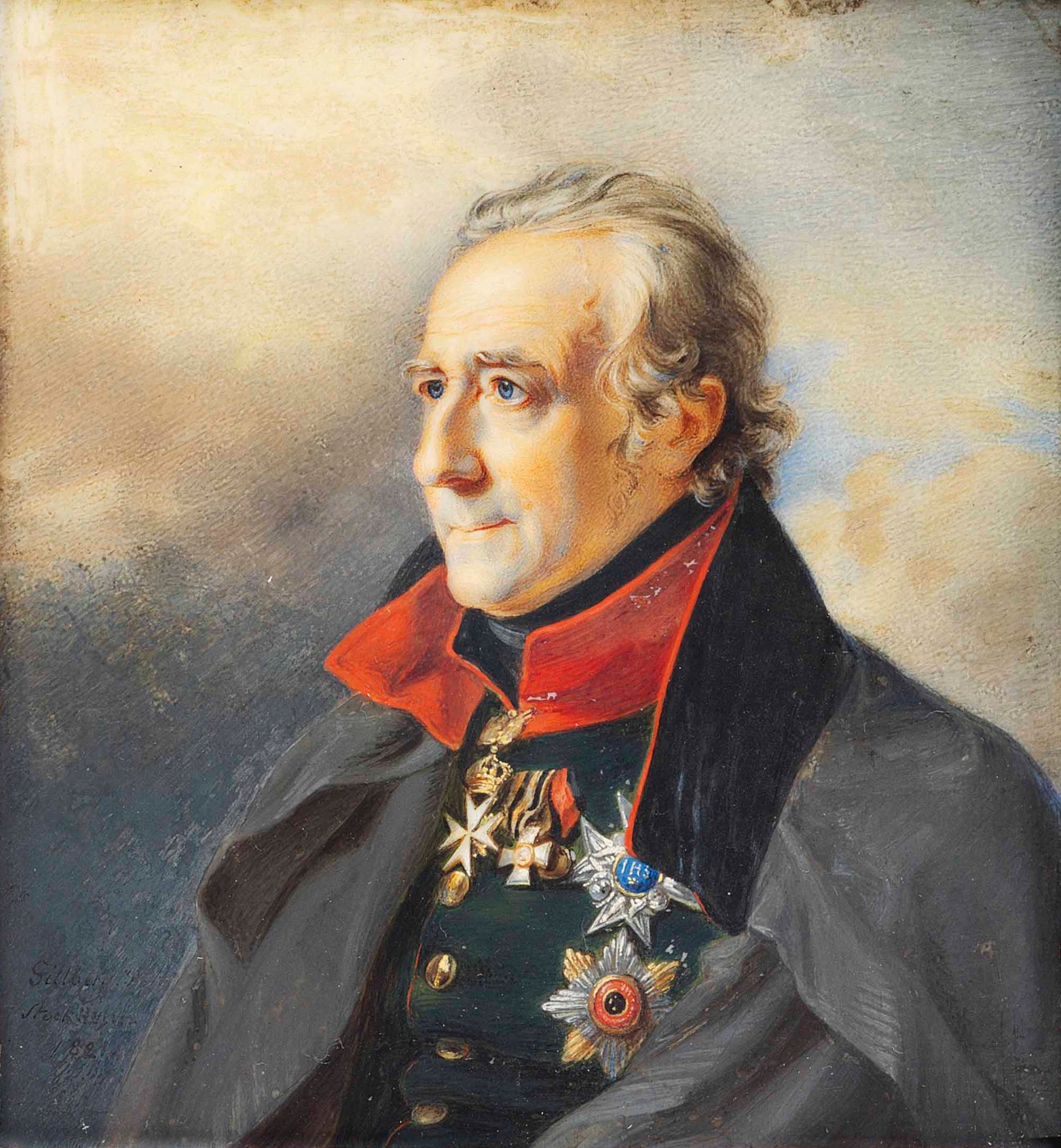
Миниатюрная копия «шведского» варианта портрета